# Patricia Robertson

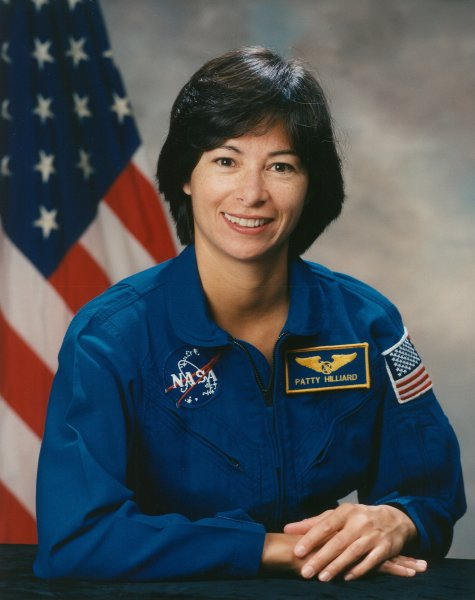
Patricia Robertson

Patricia Consolatrix Hilliard Robertson (Indiana, 12 maart 1963 - Houston, 24 mei 2001) was een Amerikaanse arts en NASA-astronaut.

## Biografie
Patricia Robertson is geboren in Pennsylvania in de Amerikaanse staat Indiana als dochter van Ilse Hilliard en Harold Hilliard. Ze trouwde met Scott Robertson. Behalve arts en astronaut was Robertson vlieginstructeur en stuntvlieger. Ze maakte meer dan 1650 vlieguren.

## Opleiding
Ze stuurde in 1980 af aan de Homer-Center High School in Pennsylvania. Ze behaalde een Bachelor of Science in biologie (1885) aan de Indiana University in Pennsylvania en een medische graad (1989) aan het Medisch College van Pennsylvania. Haar carrière in de geneeskunde bracht haar in aanraking met de ruimtevaart. Ze voltooide een tweejarig fellowship in de ruimtegeneeskunde aan de Universiteit van Texas en NASA Johnson Space Center in 1997.

## Medische carrière
Na het afronden van haar opleiding trad Robertson als arts toe tot een groepspraktijk in Erie (Pennsylvania).  Ze werkte later in het Vincent Ziekenhuis als klinisch coördinator voor de opleiding tot medisch student en ook voor de opleiding en begeleiding van huisartsen. In 1995 werd Robertson geselecteerd om lucht- en ruimtevaartgeneeskunde te studeren aan de Universiteit van Texas in Galveston en aan het Johnson Space Center in Houston. In 1997 sloot Robertson zich aan bij de Flight Medicine Clinic op het Johnson Space center om gezondheidszorg te verlenen aan astronauten en hun families.  

## Ruimtevaart
In 1998 werd Robertson in juni 1998 door de NASA geselecteerd en zij meldde zich in augustus van dat jaar aan voor een opleiding. Haar opleiding omvatte oriënterende briefings en rondleidingen, talrijke wetenschappelijke en technische briefings, intensieve instructies in Shuttle- en internationale ruimtestationsystemen, fysiologische trainingen en grondbegeleiding om zich voor te bereiden op de T-38 vliegtraining, evenals het leren van overlevingstechnieken in water en wilde natuur. Na het afronden van haar opleiding was ze kantoorvertegenwoordiger voor het Crew Healthcare System (CHeCS) en als Crew Support Astronaut (CSA) voor de International Space Station (ISS) Expedition 2. 

## Overlijden
Robertson stierf op 24 mei 2001 in Houston aan de brandwonden die ze had opgelopen bij een crash met een privévliegtuig in Wolf Air Park, Manvel, Texas. Ze was 38 jaar oud.